# Jan Rudnow
Jan Rudnow (* 2. dubna 1947) je bývalý polský fotbalista, obránce.

## Fotbalová kariéra
Hrál v polské nejvyšší soutěži za Ruch Chorzów, nastoupil v 98 ligových utkáních a dal 3 góly. S týmem získal v roce 1968 mistrovský titul. V Poháru UEFA nastoupil ve 3 utkáních. Dále hrál ve druhé polské lize za tým za tým BKS Stal Bielsko-Biała. Za reprezentaci Polska nastoupil v roce 1968 v přátelském utkání s Irskem.

## Ligová bilance
| Ročník                 | Zápasy | Góly | Klub                   |
| ---------------------- | ------ | ---- | ---------------------- |
| Ekstraklasa 1965/66    | 5      | 1    | Ruch Chorzów           |
| Ekstraklasa 1966/67    | 16     | 2    | Ruch Chorzów           |
| Ekstraklasa 1967/68    | 18     | 0    | Ruch Chorzów           |
| Ekstraklasa 1968/69    | 11     | 0    | Ruch Chorzów           |
| Ekstraklasa 1969/70    | 0      | 0    | Ruch Chorzów           |
| Ekstraklasa 1970/71    | 7      | 0    | Ruch Chorzów           |
| Ekstraklasa 1971/72    | 15     | 0    | Ruch Chorzów           |
| Ekstraklasa 1972/73    | 9      | 0    | Ruch Chorzów           |
| 2. polská liga 1973/74 | -      | -    | BKS Stal Bielsko-Biała |
| 2. polská liga 1974/75 | -      | -    | BKS Stal Bielsko-Biała |
| Ekstraklasa 1975/76    | 17     | 0    | Ruch Chorzów           |
| CELKEM Ekstraklasa     | 98     | 3    |                        |